# Höhle der Erinnerungen
Höhle der Erinnerungen ist ein 1968 entstandenes spanisches Ehedrama von Carlos Saura nach eigener Storyvorlage mit Geraldine Chaplin und Per Oscarsson als Ehepaar in den Hauptrollen.

## Handlung
Spanien, in den ausgehenden 1960er Jahren. Der Geschäftsmann Pedro ist seit fünf Jahren mit der deutlich jüngeren Teresa verheiratet. Die Ehe ist auf eingefahrenen Gleisen gelandet, steril und langweilig. Beider Haus ist modern und mit einigem Komfort eingerichtet und spiegelt in seiner Unpersönlichkeit den Stand ihrer Beziehung wider. Eines Tages wird Teresas Leben, das Haus und damit auch ihre Ehe durch die Ankunft geerbter Möbel kräftig und nachhaltig durcheinander gewirbelt. Teresa taucht immer mehr in diese neue, alte Welt, in die „Höhle der Erinnerungen“ ihrer Kindheit, ein. Gelagert wird das Mobiliar zunächst im Keller, wohin sich Teresa nun öfter zurückzieht. Sie erfindet dort Spiele, die sie bald immer stärker von der realen Welt entfernen und sie von ihrem Mann und ihrem sozialen Umfeld entfremden.
Nach und nach holt Teresa die Möbel in den eigentlichen Wohnbereich hoch und füllt damit nicht nur die raumgestalterische Leere ihres bislang rein funktionalen Hauses. Pedro, zunächst von Teresas Aktivitäten befremdet, lässt sich schließlich auf die Spiele seiner Frau ein und wird Teil dieses neuen Erlebniskosmos‘. Mal spielen die beiden Vater und Tochter, mal Geliebter und Geliebte, dann wieder Geburt und Verlobung. Doch eine Annäherung der beiden findet nicht nur nicht statt, sie erscheint von Spiel zu Spiel immer unmöglicher. Vielmehr offenbaren die Spiele eine nun unüberbrückbare Distanz, die sogar in tiefe Ablehnung übergeht. So heißt das finale Spiel denn auch konsequenterweise „Trennung“: Pedro packt anschließend höchst real seine Koffer und verlässt das Haus. Direkt vor der Haustür erschießt Teresa zunächst ihn, dann sich.

## Produktionsnotizen
Höhle der Erinnerungen wurde im Juni 1969 auf der Berlinale, wo der Film für den Goldenen Bären nominiert gewesen war, erstmals einer Öffentlichkeit vorgestellt. Am 10. Juli 1969 war Premiere im Produktionsland Spanien (Madrid). In Deutschland wurde der Film am 7. September 1971 in der ARD erstmals ausgestrahlt.

## Auszeichnungen
- CEC-Preis (Madrid 1970) für Carlos Saura als bester Regisseur.
- Fotogramas de Plata (1970) für Geraldine Chaplin als beste Hauptdarstellerin in einem spanischsprachigen Film.

## Kritiken
Reclams Filmführer sah in dem Film „mehr als nur ein psychologisches Kammerspiel und ein übliches Ehedrama. Gesellschaftliche Bezüge sind unübersehbar, wenngleich vieldeutig.“

„Saura benutzt die private Geschichte zur Darstellung der Situation der spanischen Gesellschaft gegen Ende der 60er Jahre. Dabei versteckt er sein hintergründiges Anliegen hinter modisch-verspielten Effekten, die das Verständnis erschweren.“